# 大田隼也
大田隼也（日语： Shunya Ota，2004年4月9日—），日本男子羽毛球運動員，亦為現役日本國家羽毛球隊（B隊）成員。

## 簡歷
2024年7月，大田隼也与搭档金子真大出战北馬里亞納羽毛球公開賽，在男双决赛以0比2（20-22、18-21）不敌赛会三号种子、队友的野村拓海/霜上雄一，赢得亚军。

## 主要比賽成績
只列出曾進入準決賽的國際賽事成績：
| 年份   | 賽事                   | 公開賽級別 | 項目     | 拍檔     | 成績   |
| ------ | ---------------------- | ---------- | -------- | -------- | ------ |
| 2024年 | 北馬里亞納羽毛球公開賽 | 國際挑戰賽 | 男子雙打 | 金子真大 | 亞軍   |
| 2025年 | 盧森堡羽毛球公開賽     | 國際系列賽 | 男子雙打 | 野田悠斗 | 準決賽 |
| 2025年 | 丹麥羽毛球國際挑戰賽   | 國際挑戰賽 | 男子雙打 | 野田悠斗 | 亞軍   |

| 2018-2026年 | 總決賽 | 超級1000賽 | 超級750賽 | 超級500賽 | 超級300賽 | 超級100賽 | 國際挑戰賽 | 國際系列賽 | 未來系列賽 | 其他 |

## 外部連結
- 大田隼也在世界羽球聯盟的登錄資料